# Urij, Drohobîci
Urij (în ucraineană Уріж) este localitatea de reședință a comunei Urij din raionul Drohobîci, regiunea Liov, Ucraina.

## Demografie
Componența lingvistică a localității Urij
     Ucraineană (99,83%)
     Alte limbi (0,16%)
Conform recensământului din 2001, majoritatea populației localității Urij era vorbitoare de ucraineană (99,83%), existând în minoritate și vorbitori de alte limbi.